# France Vreg
France Vreg, slovenski partizan, novinar, sociolog, komunikolog in univerzitetni profesor, * 10. september 1920, Ljubljana, † 31. maj 2007, Ljubljana. 
Med drugo svetovno vojno je sodeloval pri pripravi in v boju proti okupatorjem. Tedaj in v naslednjem desetletju je veliko delal kot novinar, član uredništev in urednik različnih časopisov. Objavil je več tisoč člankov z različnih področij, napisal pa je tudi nekaj črtic, novel in tudi dramskih del. 
Po 1955 je ob novinarskem in političnem delu študiral svetovno primerjalno književnost na filozofski fakulteti univerze v Ljubljani in 1961 diplomiral. Študij je nadaljeval na tedaj še visoki šoli za družbene vede ter tam magistriral in doktoriral  s temo, v kateri se je že resno ukvarjal s komunikologijo. 
Po zaključku študija je sodeloval pri razvoju komunikologije kot vede in študija tudi na drugih vseučiliščih v Jugoalaviji, kot vede pa tudi v tujini. 

## Pred in ob začetku druge svetovne vojne
Obiskoval je realno gimnazijo v Ljubljani, 1940-42 je študiral medicino na ljubljanski univerzi.  Od 1938 je bil član SKOJ-a , od 1943 KP. 

## Med drugo svetovno vojno
Kot študent je sodeloval pri Slovenskem klubu, po kapitulaciji Jugoslavije sodeloval pri organizaciji OF, KP in SKOJ na Univerzi in na terenu. Junija 1942 je odšel v partizane, bil je med drugim načelnik sanitetnega odseka Dolomitskega odreda, propagandnega oddelka Triglavske divizije in IX. korpusa, sekretar agitpropa Oblastnega komiteja za slovensko Koroško. Uredil je edino št. časopisa Dolomitska zvezda (1943), osnoval in urejal (nov. 1943 – maj 1944) Partizanski dnevnik (edini dnevnik odporniškega gibanja v Evropi), na Koroškem urejal lista Slovenski vestnik (1944–45) in Koroška v borbi (1945). Kot brošuri sta izšli v več izdajah reportaži Gorenjski fantje na Dolenjskem (1943) in Naša Koroška (1944). Burka Morale je zmanjkalo je izšla v zbirki Nova pisarija, št. 1 (1944), drama V novo življenje (april 1944) itd. Pozneje je napisal še nekaj črtic ali novel in reportaž s partizansko snovjo.

## Šolanje in delo, zlasti novinarsko, v prvih letih po drugi svetovni vojni
Po vojni je ostal sekretar agitpropa Oblastnega komiteja za slovensko Koroško (avgusta 1945 ga je angleško vojaško sodišče zaradi ilegalnega dela obsodilo na 9 mesecev zapora, ki ga je prebil v Celovcu in Gradcu), 1946–47 je bil na Dunaju (mdr. je urejal Slovenski vestnik), 1947–49 urejal zunanjepolitično rubriko Ljudske pravice, 1949–53 delal v uredništvu Borbe v Ljubljani in v Beogradu, 1953–55 spet pri Ljudski pravici, 1955–58 bil urednik strokovnega glasila Novinar in sourednik časopisa Progres. Objavil je nad 2000 člankov, komentarjev in  reportaž o političnih vprašanjih, NOB, literaturi, gledališču, filmu. Za Malo politično knjižnico, ki jo je tudi urejal, je 1948 napisal brošuro O osvobodilni borbi grškega ljudstva (anonimno). 1955 je uredil, vsebinsko dopolnil in razširil rokopis Karla Prušnika Gamsi na plazu (izšlo 1958). Od 1955 je študiral svetovno (primerjalno) književnost z literarno teorijo na FF ljubljanske univerze (diplomiral 1961). 1968 je na Visoki šoli za politične vede dosegel magisterij z delom Javno mnenje in strukturne spremembe javnosti v meščanski družbi in 1972 (že na Fakulteti za sociologijo, politične vede in novinarstvo/FSPN, zdaj FDV) doktorat z disetracijo Teoretični modeli mnenjskih in komunikacijskih procesov v družbenem sistemu (mentor Jože Goričar).

## Delo na univerzi
1962/63 je bil na Inštitutu za filozofijo in sociologijo Univerze v Ljubljani predstojnik oddelka za novinarstvo,1963 se je zaposlil na Visoki šoli za politične vede (od 1970 FSPN) kot višji predavatelj, 1973 je tam postal izredni in 1977 redni profesor za občo komunikologijo, teorijo množičnih komunikacij in razvoj svetovnega novinarstva; 1963–72 je bil predstojnik katedre za novinarstvo. 1976 je ustanovil Center za proučevanje družbenega komuniciranja pri Raziskovalnem inštitutu FSPN in bil njegov predstojnik. 1972–74 je bil prodekan, 1979–81 dekan fakultete, 1981–85 prorektor ljubljanske univerze. Na FSPN je zasnoval študij novinarstva (1964) in podiplomski študij komunikologije (1972) ter sodeloval pri ustanovitvi tega študija na fakultetah za politične vede v Beogradu in Zagrebu, kjer je tudi predaval. Občasno je predaval še na univerzah v ZDA, ZRN, v Leipzigu in Moskvi, 1975 vodil podiplomski študij na univerzi McGill v Montrealu. Pri pedagoškem procesu na matični fakulteti je občasno sodeloval skoraj do smrti. 

## Mednarodno sodelovanje
Udeležil se je številnih mednarodnih strokovnih srečanj, mdr. kongresov AIERI (Mednarodno združenje za raziskovanje množičnih komunikacij); bil je organizator simpozija Mass media and international understanding (Ljubljana 1968), udeleženec kongresov ISA – International sociological association) po svetu; organiziral je vrsto mednarodnih posvetov pod naslovom "Univerza danas" v Dubrovniku. Bil je predsednik jugoslovanske sekcije za komunikacijske vede jugoslovanskega združenja sociologov, član izvršnega komiteja IRCMC – International research committee on mass communications pri ISA ter drugih domačih in tujih strokovnih združenj. Vodil je različne jugoslovanske in slovenske raziskovalne projekte, mdr. Razvoj informacijskih in komunikacijskih procesov v samoupravni družbi. 1988–90 je bil predsednik skupščine RTV Ljubljana. Bil je glavni in odgovorni urednik knjižne zbirke Sociološka in politološka knjižnica (1973–90), kasneje tudi revije Teorija in praksa (1994–98). Leta 1993 je postal predsednik Komunikološkega društva Slovenije, 1994 tudi predsednik Društva za odgovoren odnos do malih živali.

## Pionirsko delo pri razvoju komunikologije
Je utemeljitelj komunikologije v Sloveniji in takratni Jugoslaviji ter eden od njenih pionirjev v mednarodnem merilu. S teoretičnimi študijami je pokazal na pomembnost te stroke in zagotovil znanstvene osnove za razvoj nove discipline. Sodeloval je tudi pri organiziranju študija obramboslovja na FSPN/FDV. Po upokojitvi je razširil svoje komunikološko raziskovanje še na druga živa bitja, zato se uvršča med utemeljitelje etologije kot nove posebne vede na Slovenskem; 1995-98 je vodil projekt Etologija socialnega vedenja (biokomuniciranje živih bitij).  

## Dela - monografije
- Sodobni problemi družbenega obveščanja (1963);
- Sociološki pristup problemima masovnog komuniciranja (Beograd, 1965); Visokošolsko izobraževanje novinarjev v svetu (1967);
- Teorija javnega mnenja 1 (1968);
- Medosebno komuniciranje (1969);
- Komunikacijska znanost (1972);
- Javno mnenje : strukturne in funkcijske spremembe javnosti v sodobni družbi (1973);
- Družbeno komuniciranje: mnenjski in komunikacijski procesi v družbenem sistemu (1973),
- Javno mnenje in samoupravna demokracija (1980),
- Množično komuniciranje in razvoj demokracije (1986, soavtor Slavko Splichal);
- Demokratično komuniciranje : prispevek k pluralistični paradigmi v komunikacijski znanosti (1990);
- Vedenje psa (1993);
- Sporazumevanje živih bitij (1997;
- angleški prevod: Interactional Communication Among Living Beings, 1996;
- hrvaški Humana komunikologija, 1998);
- Politično komuniciranje in prepričevanje (2000);
- Politični marketing in demokracija (2004).
- Izšla je tudi komentirana izdaja njegovega diplomskega dela Feljton: Novinarske, politerarne in literarne oblike na Slovenskem (2002);
- njegovo zadnje delo je Taoistična komunikologija (2007).

## Priznanja, odlikovanja in nagrade
- Univerza v Ljubljani mu je leta 1986 podelila svečano listino in zlato plaketo (kot prvemu profesorju s FDV) in ob upokojitvi 1990 tudi naslov zaslužni profesor.

- Bil je častni predsednik Društva novinarjev Slovenije in slovenskega komunikološkega društva (2005), prvi častni predsednik komunikološkega društva Hrvaške (1993) ter častni član Kinološke zveze Slovenije.

- Partizanska spomenica 1941,
- red za hrabrost (1951),
- red dela s srebrnim vencem (1955),
- red zaslug za narod s srebrno zvezdo (1956),
- red bratstva in enotnosti s srebrnim vencem (1965),
- red dela z rdečo zastavo (1982).
- Tomšičeva nagrada (1955, 1956, 1968),
- zlato odličje DNS (1986),
- red republike s srebrnim vencem (1990),
- Kidričeva nagrada 1991;
- srebrni častni znak svobode Republike Slovenije »za znanstveno, raziskovalno in pedagoško delo ter za prispevek k razvoju slovenske družbene znanosti«[2] (2002).